# Archibald James Potter
Archibald James Potter (ook: Archie Potter en A.J. Potter) (Belfast, 22 september 1918 – Greystones (County Wicklow), 5 juli 1980) was een Iers componist en muziekpedagoog. Hij was de zoon van een presbyters-familie. Zijn vader was van kind af aan blind en van beroep pianostemmer en kerkorganist. Zijn moeder was naar Potters eigen woorden een alcoholiste. Derhalve groeide hij bij een oom in de Engelse graafschap Kent op.

## Levensloop
Potter had als jonge al een goede stem en een natuurlijke muzikaliteit, en zong als knappen-sopraan in de koor All Saints, Margaret Street, mee. In 1933 werd hij scholier aan het "Clifton College" te Bristol. Hij kreeg een studiebeurs en kon vervolgens aan het Royal College of Music te Londen compositie bij Ralph Vaughan Williams studeren. Zoals bij velen uit zijn generatie werd de muziekopleiding onderbroken door de uitbraak van de Tweede Wereldoorlog. Gedurende de oorlog deed hij dienst bij de "London Irish Rifles" in Europa en in het Verre Oosten. Na de oorlog ging hij naar Dublin en voltooide aldaar zijn studies aan het Trinity College Dublin, waar hij in 1953 tot Doctor in Music promoveerde.
Van 1955 tot 1973 was hij professor voor compositie aan de Royal Irish Academy of Music te Dublin. Aan dit instituut was hij een inspirerende docent en een effectief administrateur.
Al voor de Tweede Wereldoorlog begon hij te componeren, vooral kamer- en vocale muziek. Na de oorlog focusseerde hij zich bijzonder op het componeren van orkestwerken. Zijn vroege werken Rhapsody under a High Sky en Overture to a Kitchen Comedy zijn nog beïnvloed door de pastorale stijl van Ralph Vaughan Williams en zijn eigen liefde voor volksmuziek. Vanaf 1960 schreef hij verschillende werken voor de "Cork ballet company", bijvoorbeeld Careless Love. Na een succesrijk gevecht met zijn alcoholisme schreef hij Sinfonia "de Profundis", een heel belangrijk werk in zijn oeuvre, dat op 23 maart 1969 in het Gaiety Theatre Dublin door het "RTÉ Symphony Orchestra" onder leiding van Albert Rosen in première ging. Voor dit werk werd hij in december 1969 met de Jacob's Award onderscheiden. Zijn Missa Brevis won in 1951 het "Festival of Britain (Northern Ireland) Prize" en in de volgende twee jaren won hij de "Radio Éireann Carolan Prize".

## Composities

### Werken voor orkest

#### Symfonieën
- 1969 Sinfonia "de Profundis", voor orkest
  1. Moderato
  2. Tempo di Valse: Lento
  3. Adagio
  4. Vivace
  5. Epilogue
- 1976 Symfonie nr. 2, voor orkest

#### Concerten voor instrumenten en orkest
- 1952 Concerto da Chiesa, voor piano en orkest
- 1963 Rapsóid Éireannaighe - Irish Rhapsody, voor viool en orkest
- 1964 Hunter's Holiday - Concertino, voor hoorn en orkest
- 1965 Fantasy, voor klarinet en orkest
- 1966 Rapsóid Deireadh Lae - Rhapsody for the End of Day, voor viool en orkest
- 1967 Concertino Benino, voor trompet en orkest
- 1977 Madra Líath na Mara - The Grey Dog of the Sea - Concertino, voor althobo en orkest
- 1978 Trombone Concertino - An Trumpa Mór, voor trombone solo en orkest

#### Andere werken voor orkest
- 1950 Rhapsody under a High Sky, voor orkest
- 1950 Overture to a Kitchen Comedy, voor orkest
- 1952 Fantasia Gaelach nr. 1, voor orkest
- 1953 Aiste Ó na Gleannta, voor orkest
- 1955 Variations on a Popular Tune, voor orkest
- 1957 Finnegan's Wake, voor orkest
- 1957 Fantasia Éireannach, voor orkest
- 1967 Concerto for Orchestra
- 1968 Plancstaí Laoiseach - Planxty Louis, voor strijkorkest
- 1969 Fonn agus Port - Air and Dance, voor strijkorkest
- 1972 rev.1974 Céad Míle Bienvenues - A hundred thousand welcomes, voor orkest
- An Chúileann, voor orkest
- An Draighneán Donn, voor orkest
- Braenna Shliabh Gailinn - Sliabh Gallen Braes, voor orkest
- Cailín Deas Crúite na mBó, voor orkest
- Carraig Dhonn - Carrigdhoun, voor orkest
- Cora: An Bodhrán, Cleití Anairde, Seaicéad an Phí éara - Reels: The Foroum, Toss the Feathers, The Peeler's Jacket, voor orkest
- Cora: Caisleán Uí Cheallaigh, Ruairí Mhurcha - Reels: Castle Kelly, Roger McMura, voor orkest
- Cornphíopaí: Slán le Sioc, An Píobaire sa Mhóinéar, Spág an Spáinnigh - Hornpipes: The Frost is all Over, The Piper in the Meadows, The Spaniard's Leg, voor orkest
- Jimmy Mo Mhíle Stór, voor orkest
- Na Toma Glasa - The Green Bushes, voor orkest
- Poirt: An Gamhainín Donn, Caisleán Mhuiris, Séid an Cháith - Jigs: The Little Brown Calf, Castle Morris, Blow the Chaff, voor orkest
- Poirt: Aoibhneas an Phósta, Port an Charabhata, Neansaí Spágach - Jigs: The Joys of Wedlock, The Caravat Jig, Splay-foot Nance, voor orkest
- Poirt: Oíche na Scléipe, Baile Thí Óráin, An Lao Bán - Jigs: The Night of the Fun, Ballyoran, The White Calf, voor orkest
- Port: Carraig Mhachaire Rois - Jig: Carrickmacross, voor orkest
- Róisín Dubh, voor orkest
- Rosc Catha na Muthan - Munster War Song, voor orkest

### Werken voor harmonieorkest en brassband
- 1957 Pride of Pageantry, voor brassband
- 1970 Finnegan's Wake, voor harmonieorkest
- 1971 Medley, voor harmonieorkest
- 1972 Irish March and Trio, voor harmonieorkest
- 1973 The Meeting of the Waters, voor harmonieorkest
- 1973 O'Donnell Abú, voor harmonieorkest
- 1973 Le Joieux Cordonnier - De Lustige Schoenmaker: Belgian folk tune, voor harmonieorkest
- 1973 Guth na nDaoine - The Voice of the Nation, voor harmonieorkest
- 1973 Garryowen, voor harmonieorkest
- 1973 Deutsche Woge der Volksgunst - German Bandwaggon, voor harmonieorkest
- 1978 O Ro! 'sé do Bheath'a Ardáin, voor harmonieorkest
- 1978 March Medley nr. 24, voor harmonieorkest
- 1978 Clare Rhapsody, voor harmonieorkest
- 1979 Trombones at Templemore, voor harmonieorkest
- 1979 Phoenix Park, voor harmonieorkest
- 1980 Salala's Castle, voor doedelzak en harmonieorkest - première: november 1980 Royal Palace, Masqat door het Koninklijk harmonieorkest van het Sultanaat Oman onder leiding van Lt. Col. Tom Crichton

### Missen en gewijde muziek
- 1936 rev.1940 Missa Brevis Lorica Sancti Patricii, voor sopraan, bas en gemengd koor
- 1966 Hail Mary, voor mezzosopraan solo, tenor solo, gemengd koor en orkest
- 1975 Ave Maria, voor zangstem en piano
- 1979 Clamos Cervi - The Cry of the Deer, voor gemengd koor en orgel - tekst: St Patrick's Breastplate

### Muziektheater

#### Opera's
| Voltooid in | titel             | aktes       | première                                        | libretto     |
| ----------- | ----------------- | ----------- | ----------------------------------------------- | ------------ |
| 1962        | Patrick, tv-opera | 3 bedrijven | 17 maart 1965, Raidió Teilifís Éireann (RTÉ) TV |              |
| 1979        | The Wedding       | 3 bedrijven | 8 juni 1981, Dublin, Abbey Theatre              | Lee McMaster |

#### Balletten
| Voltooid in | titel          | aktes | première                              | libretto        | choreografie  |
| ----------- | -------------- | ----- | ------------------------------------- | --------------- | ------------- |
| 1959        | Careless Love  |       | 12 april 1960 Dublin, Olympia Theatre | Donagh McDonagh | Patricia Ryan |
| 1963        | Caitlín Bhocht |       | 27 juni 1964, Raidió Teilifís Éireann |                 | Patricia Ryan |

### Werken voor koor
- 1951 Three Songs of Hilaire Belloc, voor gemengd koor
- 1964 The Classiad - The News, voor vrouwenkoor en piano - tekst: Lee McMaster
- 1966 The Voice of the Rising, voor gemengd koor en orkest
- 1967 Ten Epigrams, voor gemengd koor
- 1977-1978 Three Children's Pieces, voor kinderkoor

### Vocale muziek
- 1949 Six Songs from the Glens of Antrim, voor zangstem en piano
- 1956 rev.1976 Homage to Belloc, voor lage stem en piano
- 1958 Three Songs, voor zangstem en piano - tekst: Sidney Bell
- 1975 The Cornet of Horse - Der Fahnenjunker, voor alt solo, mannenkoor en orkest
- Eibhlin O Rúin, voor sopraan solo en orkest

### Kamermuziek
- 1938 Ceathairéad Téad, voor strijkkwartet
- 1972 Céad Míle Bienvenues - A hundred thousand welcomes, voor 3 trompetten, hoorn, 2 trombones en tuba
- 1976-1977 Arklow Quartet, voor 2 klarinetten, altsaxofoon, basklarinet (of: 2 cornetten], bariton (vioolsleutel), eufonium)
- Two Carolan Tunes, voor dwarsfluit en piano

### Werken voor piano
- 1936 Nocturne
- 1958 Phantasmoraggia, voor twee piano's (achthandig)
- 1958 Finnegan's Wake, voor twee piano's (achthandig)

### Werken voor harp
- 1963 Teach Lán le Cruiteoírí - A Full House of Harpers, voor harp-ensemble
- 1968 Étude Bitonal, voor Ierse harp